# Pago Point
Pago Point är en udde i Guam (USA).   Den ligger i kommunen Yona, i den södra delen av Guam, 8 km sydost om huvudstaden Hagåtña.